# Connie Britton
Connie Britton, nome artístico de Constance Elaine Womack Embaixador(a) da boa vontade da PNUD (nascida em 6 de março de 1967) é uma atriz e cantora norte-americana, célebre pelas personagens Vivien Harmon na série de horror americana American Horror Story, pela qual recebeu uma indicação ao Prêmio Emmy para Melhor Atriz em Minissérie ou filme,  e Rayna Jaymes na série musical Nashville (série de televisão),onde foi novamente foi indicada ao Emmy Awards mas na categoria de Melhor Atriz em Série dramática e a um globo de ouro de melhor atriz em série dramática.

## Início de vida
Britton nasceu como Constance Womack, filha de Linda e Allen Womack. Quando ela tinha sete anos, mudou-se com seus pais e sua irmã gêmea fraterna, Cynthia, para Lynchburg, Virgínia, onde estudou na E.C. Glass High School. Britton passou a frequentar Dartmouth College, onde formou-se em estudos Asiáticos e viveu por um tempo em Pequim, China. Depois de se formar em 1989, Britton mudou-se para Nova Iorque, onde passou dois anos na Neighborhood Playhouse, estudando com Sanford Meisner e um adicional de dois anos atuando no teatro regional e produções da Broadway. Ela se mudou para Los Angeles após o sucesso de Os Irmãos Mcmullen (1995).
Britton usa seu nome de casada como seu nome artístico, embora já tenha se divorciado de seu marido. Em 16 de novembro de 2011, Britton revelou que adotou um garotinho da Etiópia chamado Eyob, a quem ela chama de "Yoby". Em seu tempo livre, Britton, que reside em Nova Iorque e Los Angeles, gosta de caminhadas, yoga, e ajudar em trabalhos voluntários.

## Carreira
Enquanto estudava na Neighborhood Playhouse, Britton (então Womack) fez sua estréia na peça de teatro Caroline Kava's The Early Girl at The Courtyard Playhouse. Britton interpretou a prostituta Laurel, ao lado de Cooper Lawrence, que interpretou Joan. Britton quase foi expulsa do programa de Neighborhood Playhouse, que proibia que os estudantes trabalhassem durante o período de estudos.
Britton teve um papel regular em Spin City, interpretando  Nikki Faber de 1996 a 2000. Também teve um papel recorrente em 24 Horas durante a quinta temporada da série, interpretando Diane Huxley, dona-de-casa e namorada do protagonista Jack Bauer (Kiefer Sutherland). Ela co-estrelou o thriller indie Colapso no Ártico em 2006.
Britton estrelou na série de drama Tudo Pela Vitória e também o filme homônimo lançado em 2006, interpretando Abby Sellers, a esposa do treinador.
Participou de alguns episódios deNos Bastidores do Poder em 2009 e em 2010 no filme-remake A Hora do Pesadelo, interpretando a Dr. Gwendoline Holbrook.
Em 2011, Britton interpretou Vivien Harmon, na série de horror American Horror Story da FX. Vivien recentemente mudou-se com sua família para a Califórnia após de uma série de trágicos problemas conjugais e familiares, para os Harmons, a nova casa que compraram revela ser assombrada.

## Filmografia

### Cinema
| Ano  | Título                                    | Papel                       | Notas          |
| ---- | ----------------------------------------- | --------------------------- | -------------- |
| 1995 | The Brothers McMullen                     | Molly McMullen              |                |
| 1998 | No Looking Back                           | Kelly                       |                |
| 2001 | One Eyed King                             | Helen Reilly                |                |
| 2001 | The Next Big Thing                        | Kate Crowley                |                |
| 2004 | Looking for Kitty                         | Srta. Marcie Petracelli     |                |
| 2004 | Friday Night Lights                       | Sharon Gaines               |                |
| 2005 | The Life Coach                            | Connie                      |                |
| 2005 | Special Ed                                | Abi                         |                |
| 2006 | The Lather Effect                         | Valinda                     |                |
| 2006 | The Last Winter                           | Abby Sellers                |                |
| 2009 | Women in Trouble                          | Doris                       |                |
| 2010 | A Nightmare on Elm Street                 | Dra. Gwen Holbrook          |                |
| 2011 | Conception                                | Gloria                      |                |
| 2012 | Wing It Parenthood                        | Sharon Shoshonnesy          | Curta-metragem |
| 2012 | Seeking a Friend for the End of the World | Diane                       |                |
| 2012 | The Fitzgerald Family Christmas           | Nora                        |                |
| 2013 | Angels Sing                               | Susan Walker                |                |
| 2013 | The To Do List                            | Sra. Klark                  |                |
| 2014 | This Is Where I Leave You                 | Tracy Sullivan              |                |
| 2015 | Me and Earl and the Dying Girl            | Mãe do Greg                 |                |
| 2015 | American Ultra                            | Victoria Lasseter           |                |
| 2016 | Past Forward                              | Fotógrafa em perseguição #1 | Curta-metragem |
| 2017 | Beatriz at Dinner                         | Kathy                       |                |
| 2017 | Professor Marston and the Wonder Women    | Josette Frank               |                |
| 2018 | The Land of Steady Habits                 | Barbara                     |                |
| 2019 | Mustang                                   | Psicóloga                   |                |
| 2019 | Bombshell                                 | Beth Ailes                  |                |
| 2020 | Promising Young Woman                     | Dean Walker                 |                |
| 2020 | Joe Bell                                  | Lola Lathrop                |                |
| 2022 | 892                                       | Lisa Larson                 |                |
| 2022 | Luckiest Girl Alive                       | Dina                        |                |
| 2024 | Winner                                    | Billie Winner               |                |
| 2024 | Here After                                | Claire Hiller               |                |
| 2025 | The Life List                             | Elizabeth                   |                |

### Televisão
| Ano       | Título                                           | Papel              | Notas                                            |
| --------- | ------------------------------------------------ | ------------------ | ------------------------------------------------ |
| 1995      | Pins and Needles                                 | Cammie Barbash     | Telefilme                                        |
| 1995-1996 | Ellen                                            | Heather            | 3 episódios                                      |
| 1996      | Escape Clause                                    | Leslie Bullard     | Telefilme                                        |
| 1996-2000 | Spin City                                        | Nikki Faber        | 100 episódios                                    |
| 1998      | Cupid                                            | Madeleine          | Episódio: "Pilot"                                |
| 2000-2001 | The Fugitive                                     | Maggie Kimble Hume | 3 episódios                                      |
| 2001      | The Fighting Fitzgeralds                         | Sophie             | 10 episódios                                     |
| 2001      | The Wonderful World of Disney                    | Gertrude Temple    | Episódio: "Child Star: The Shirley Temple Story" |
| 2001      | The West Wing                                    | Connie Tate        | 4 episódios                                      |
| 2003      | Lost at Home                                     | Rachel Davis       | 6 episódios                                      |
| 2005      | Life as We Know It                               | Dianne             | Episódio: "Papa Wheelie"                         |
| 2006      | 24                                               | Diane Huxley       | 6 episódios                                      |
| 2006-2011 | Friday Night Lights                              | Tami Taylor        | 76 episódios                                     |
| 2011      | American Horror Story: Murder House              | Vivien Harmon      | 12 episódios                                     |
| 2012-2018 | Nashville                                        | Rayna James        | 98 episódios                                     |
| 2013      | Drunk History                                    | Patricia Shaheen   | Episódio: "Boston"                               |
| 2014      | Family Guy                                       | Ela mesma          | 2 episódios                                      |
| 2016      | The People v. O.J. Simpson: American Crime Story | Faye Resnick       | 2 episódios                                      |
| 2017      | American Dad!                                    | Connie             | Episódio: "A Whole Slotta Love"                  |
| 2017-2019 | SMILF                                            | Ally               | 8 episódios                                      |
| 2018-2020 | 9-1-1                                            | Abby Clark         | 12 episódios                                     |
| 2018      | American Horror Story: Apocalypse                | Vivien Harmon      | Episódio: "Return to Murder House"               |
| 2018-2019 | Dirty John                                       | Debra Newell       | 8 episódios                                      |
| 2021      | The White Lotus                                  | Nicole Mossbacher  | 6 episódios                                      |
| 2023      | Dear Edward                                      | Dee Dee            | 10 episódios                                     |
| 2025      | Zero Day                                         | Valerie Whitesell  | 6 episódios                                      |
| 2025      | Overcompensating                                 | Kathryn            | 2 episódios                                      |